# El infante Francisco de Paula
El infante Francisco de Paula es un cuadro de Francisco de Goya, pintado en 1800, como boceto para La familia de Carlos IV. Procede de las colecciones reales y fue localizado en el Palacio Real de Madrid en 1814. Ingresó en el Museo antes de 1857, cuando se cita por primera vez en el catálogo oficial de la institución.

## Historia
Este boceto es uno de los diez estudios al natural pintados por Goya en el Palacio de Aranjuez, durante el verano de 1800. Por deseo de la reina María Luisa de Parma, el pintor retrató por separado a cada miembro de la familia real, lo que evitó que todos juntos debieran posar durante largas y tediosas sesiones.
Todos los bocetos tienen como característica principal una imprimación roja y rasgos faciales construidos en un solo tono, al igual que las masas principales. Al final, una vez definidos los planos y las proporciones, se añadían los matices de color.
El retratado es el infante Francisco de Paula de Borbón (1794-1865), hijo de Carlos IV y María Luisa de Parma. Fue padre del rey consorte Francisco de Asís de Borbón, esposo de Isabel II. De él desciende la actual familia real española. Destaca su expresión pura y tierna de su fisonomía, acentuada por el fondo gris. Goya refleja su mirada de un modo tímido, pero a la vez curioso y vivo. El infante porta la banda y la placa de la Orden de Carlos III.